# Río de las Vueltas
El río de las Vueltas, también llamado río Gatica, es un curso fluvial ubicado en el departamento Lago Argentino, en el sudoeste de la provincia de Santa Cruz, en la Patagonia de la Argentina. Pertenece a la cuenca del río Santa Cruz, de vertiente atlántica. El único poblado sobre sus márgenes es la localidad de El Chaltén, en las coordenadas: 49°20'2.76"S 72°52'50.61"O.

## Toponimia
La denominación de «río de las Vueltas» se debe a los profundos meandros que se forman en gran parte del curso de este río.

## Hidrografía

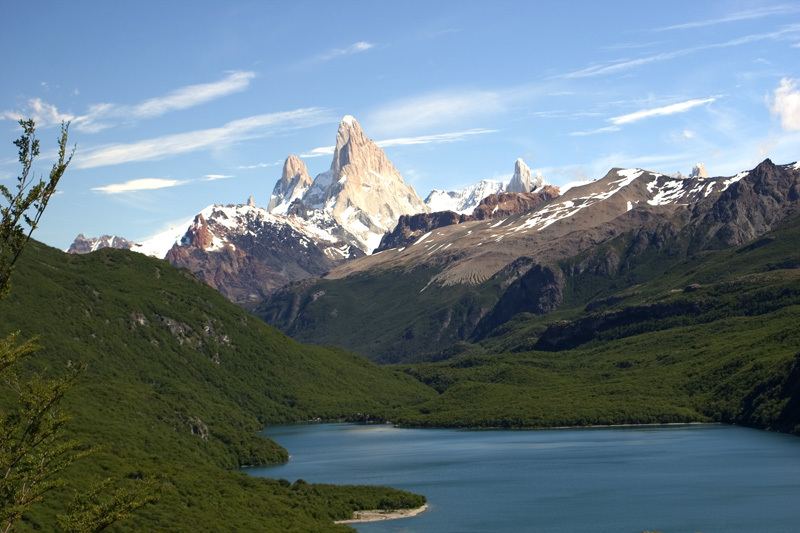
El nacimiento del río de las Vueltas en el lago del Desierto; al fondo se observa el cerro Chaltén o Monte Fitz Roy de 3406

Este río pertenece a la cuenca del río Santa Cruz. Una importante porción de las aguas del Río de las Vueltas es de origen glaciar, en parte provenientes del deshielo de los ventisqueros del extremo norte del parque nacional Los Glaciares. El propio río de las Vueltas nace como desagüe del lago del Desierto, a una altitud de 506 m s. n. m., y desemboca en el lago Viedma a una altitud de 250 m s. n. m. Sobre antiguos sedimentos morrénicos, y antes de desembocar, forma un intrincado delta, compartido con el río Barrancas, el cual pasa a ser un afluente en los períodos de crecidas. Desde el lago Viedma las aguas del río de las Vueltas pasan, a través del río La Leona, al lago Argentino. Este enorme lago posee como desagüe al río Santa Cruz, el cual vuelca finalmente las aguas del río de las Vueltas a través de un profundo estuario en el mar Argentino del océano Atlántico.
Este río, en su tramo medio, atraviesa un cuerpo de agua léntico, la laguna Cóndor.
El río de las Vueltas contacta por su margen derecha —oeste— con la «Zona Viedma» del sector septentrional de la «reserva nacional Los Glaciares», esta zona resguarda el sector norte del parque nacional Los Glaciares. En esa misma margen, en la desembocadura del río Fitz Roy en el río de las Vueltas, se levanta la única población de la zona: la localidad de El Chaltén. 
A finales del verano austral este río presenta sus caudales máximos; los mínimos ocurren en septiembre.  Su caudal medio es de 52,35 m³/s.

### Afluentes

#### Por la margen izquierda
- Arroyo La Pava
- Río del Bosque
- Río de los Portones
- Cañada Toro
- Arroyo de las Vacas
- Río Barrancas (sólo durante inundaciones, el resto del año drena directamente al lago Viedma)

#### Por la margen derecha
- Arroyo Huemul
- Río Cañadón de los Toros
- Río Milodón
- Río Eléctrico
- Río Fitz Roy
- Río Cóndor
- Río Blanco
- Río Chorrillo del Salto

## Características geográficas

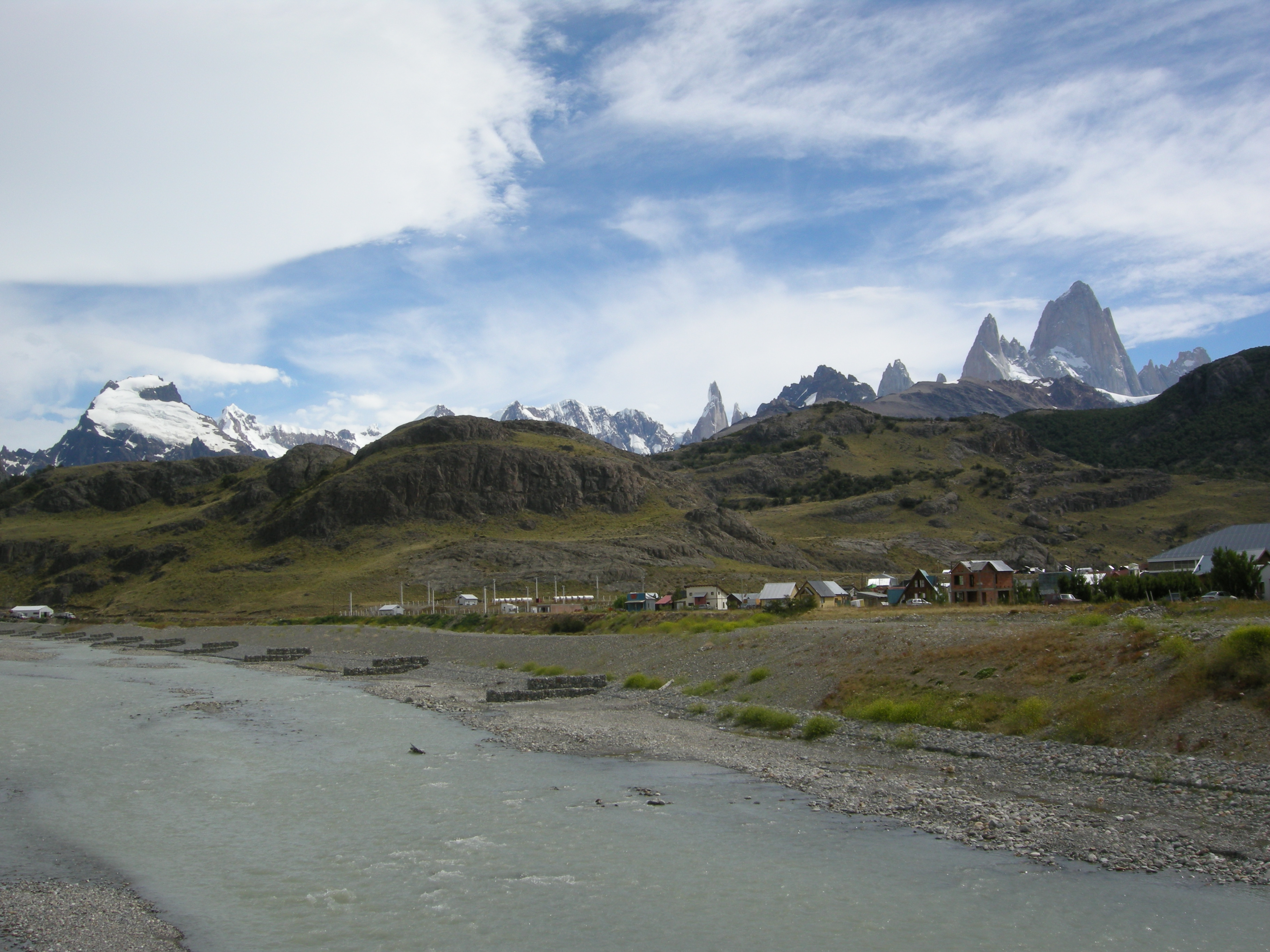
El río de las Vueltas a su paso por la localidad de El Chaltén.

Su cuenca superior y media forma un estrecho valle de forma rectangular de 12 km de ancho promedio con un máximo de 18 km, que se extiende en sentido nornordeste/sursuroeste al oriente del encadenamiento principal de la cordillera de los Andes, enmarcado por dos cordones montañosos, el más occidental recibe varios nombres en distintos tramos (cordón Gorra Blanca, cordón Marconi, etc.), el más oriental, de mayor continuidad pero más estrecho y menos elevado, es llamado cordón Oriental por Chile y cordón Martínez de Rozas (al norte) y cordón del Bosque (al sur) por la Argentina. Los cordones septentrionales la separan de la cuenca del lago O'Higgins/San Martín, de vertiente del Pacífico.

## Clima

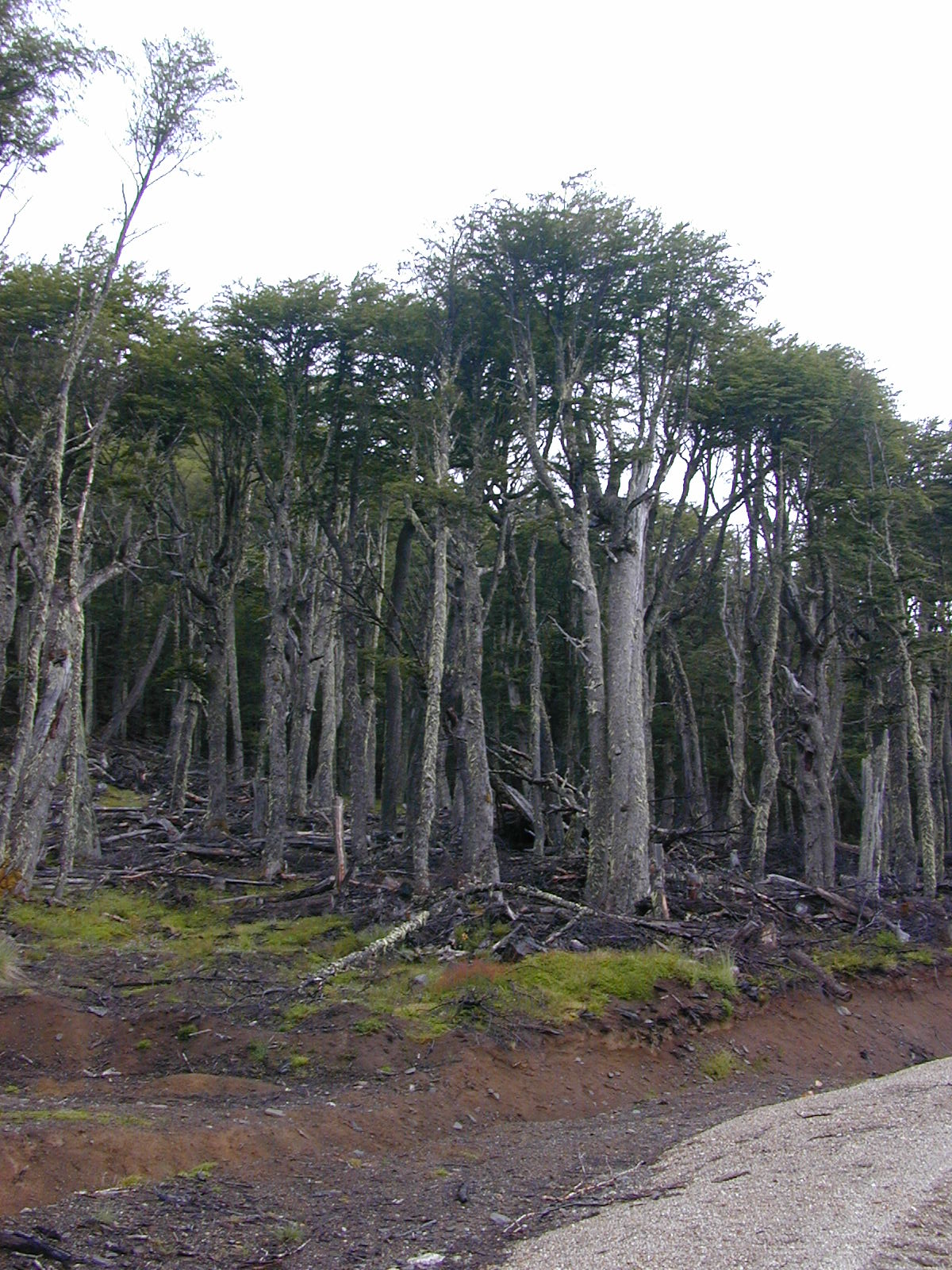
El bosque de lengas acompaña el curso del río de las Vueltas.

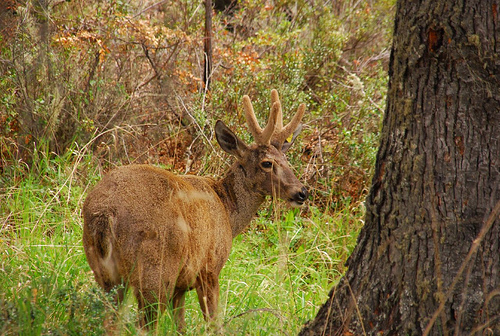
El huemul (Hippocamelus bisulcus), un ciervo que habita en los bosques del río de las Vueltas.

El clima en la zona que recorre el río es el llamado Patagónico húmedo. En cuanto a las temperaturas absolutas, la mínima llegó a -18 °C, siendo la máxima de 25 °C. Las precipitaciones acumulan 784 mm anuales en su cauce medio y 730 mm en su cauce inferior.
En primavera y verano los días con viento son más frecuentes, así como su intensidad.

## Flora
Fitogeográficamente su cuenca se inserta mayormente en el Distrito fitogeográfico Subantártico del Bosque Caducifolio, con pequeños sectores del Distrito fitogeográfico Subantártico Magallánico; ambos pertenecientes a la Provincia fitogeográfica Subantártica.  Entre las especies características se encuentran: la lenga (Nothofagus pumilio), el ñirre (Nothofagus antarctica), el notro (Embothrium coccineum), etc. En los sectores más templados y húmedos habitan: el guindo o cohiue de Magallanes (Nothofagus betuloides), el ciprés de las Guaitecas (Pilgerodendron uviferum), el huayo (Maytenus magellanica), el canelo (Drimys winteri), etc.
En los pisos superiores, por sobre la línea del bosque, desde una altitud de 1100 m s. n. m. y hasta las nieves eternas, se ubica el Distrito fitogeográfico Altoandino Austral de la Provincia fitogeográfica Altoandina.
En su tramo inferior, en los afluentes de su margen izquierda —este— se presenta ecotonalmente el Distrito fitogeográfico Patagónico Subandino de la Provincia fitogeográfica Patagónica.

## Fauna
Entre las especies animales que habitan los bosques de sus laderas se encuentran el huemul (Hippocamelus bisulcus), el sapito de tres rayas (Nannophryne variegata), y la ranita del lago del Desierto (Chaltenobatrachus grandisonae).

## Estancias
Entre las estancias más importantes de las ubicadas en el valle del río de las Vueltas encontramos:
Margen izquierda —este—
- Ea. Bonanza
- Ea. Fitz Roy
- Ea. Madsen
- Ea. La Cristina

Margen derecha —oeste—
- Ea. Lago del Desierto
- Ea. La Suerte
- Ea. María Alicia
- Ea. Ricanor
- Ea. La Quinta
- Ea. San José

## Disputa por la soberanía de su cuenca
La cuenca superior y media del río de las Vueltas hasta el monte Fitz Roy, fue objeto de un diferendo limítrofe entre la Argentina y Chile. Ambos países llevaron el problema para que sea resuelto por un tribunal arbitral. Para la Memoria chilena, la divisoria local —por la cual debía correr el límite según la sentencia arbitral del rey Eduardo VII del 20 de mayo de 1902— separa aguas que van hacia un mismo océano, por lo tanto, el límite defendido en ella cortaba al río de las Vueltas por su parte media, dejando al tramo del río ubicado aguas arriba así como a su cuenca superior bajo soberanía de Chile. El tribunal rechazó este tesis teniendo en cuenta las argumentaciones sostenidas por Chile en el arbitraje de 1898, que concordaban con la posición argentina, en que una divisoria de aguas no puede cortar ríos ni lagos. El conflicto fue resuelto el 21 de octubre de 1994 mediante el fallo de la corte arbitral, la cual sentenció mayormente en favor de la argumentación argentina en una zona disputada de 481 km². El dictamen fue convalidado el 13 de octubre de 1995, cuando el mismo tribunal rechazó el pedido de reconsideración hecho por Chile.

## Acceso

Vista panorámica del pueblo de El Chaltén, junto al río de las Vueltas a la derecha.

Todo su tramo es accesible desde la ruta Ruta provincial 23 —de ripio—, la cual corre paralela a su curso, próxima a su margen derecha —oeste—, y cerca de su desembocadura también lo cruza mediante un puente, alejándose luego de él, rumbo a la ruta nacional 40.

## Actividades turísticas
Del 1 al 3 de febrero de cada año se celebra en la localidad de El Chaltén la «Fiesta Nacional del Trekking», ál ser esta la «Capital Nacional del Trekking» según lo decretó en 1994, la Secretaría de Turismo de la Nación Argentina. Esta festividad incluye una maratón bordeando el río de las Vueltas hasta el lago del Desierto.
Desde la localidad de El Chaltén, la Ruta provincial 23 de 37 km, la comunica con la ribera del lago del Desierto, casi siembre costeando el río de las Vueltas, rodeada de bosques húmedos. Este camino tiene, además, Puntos destacados de esta travesía son la cascada el «Chorrillo del Salto», y la «laguna Cóndor», También pasa por un mirador de la pared noroeste del cerro Chaltén o Fitz Roy. Ya en el lago del Desierto es posible pernoctar en un camping instalado en sus orillas.